# Drielandenpunt België–Frankrijk–Luxemburg

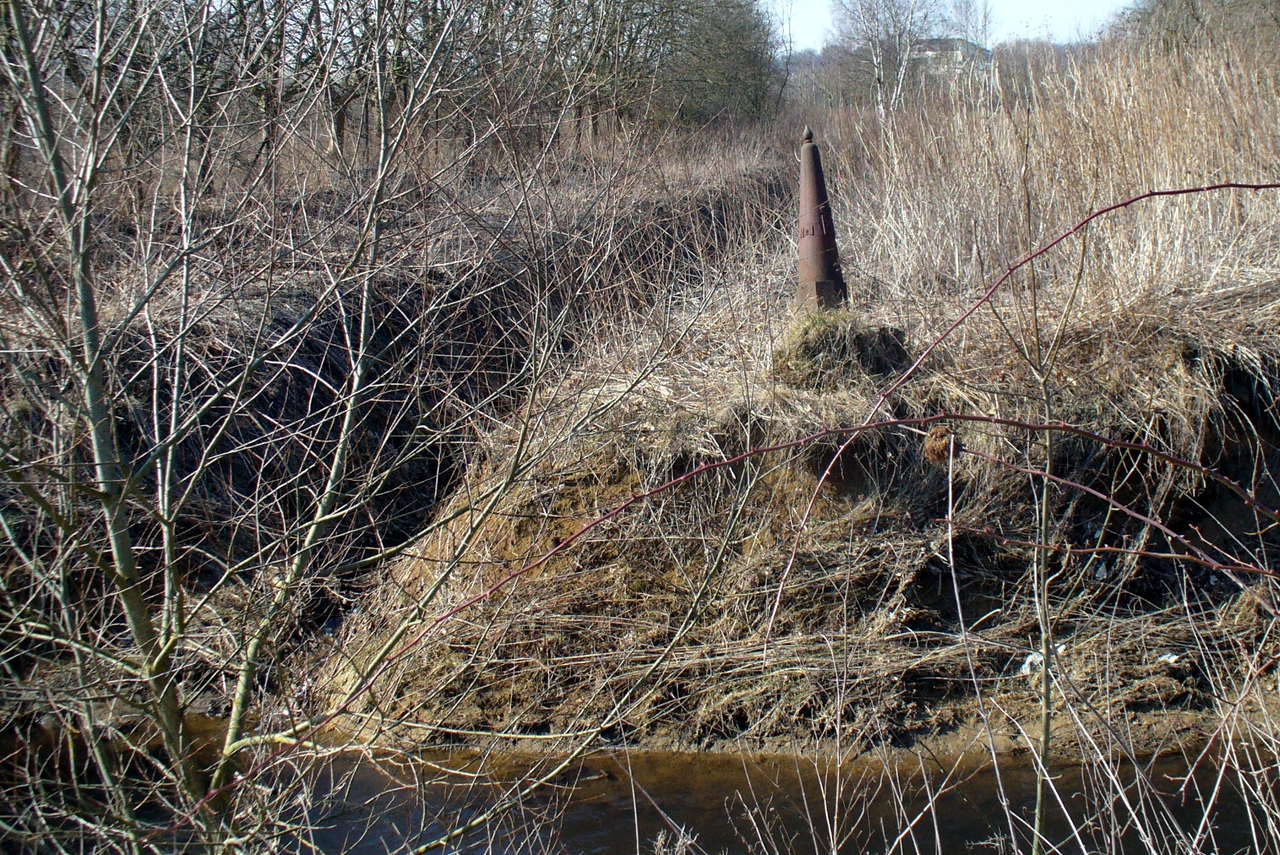
Grenspaal op drielandenpunt

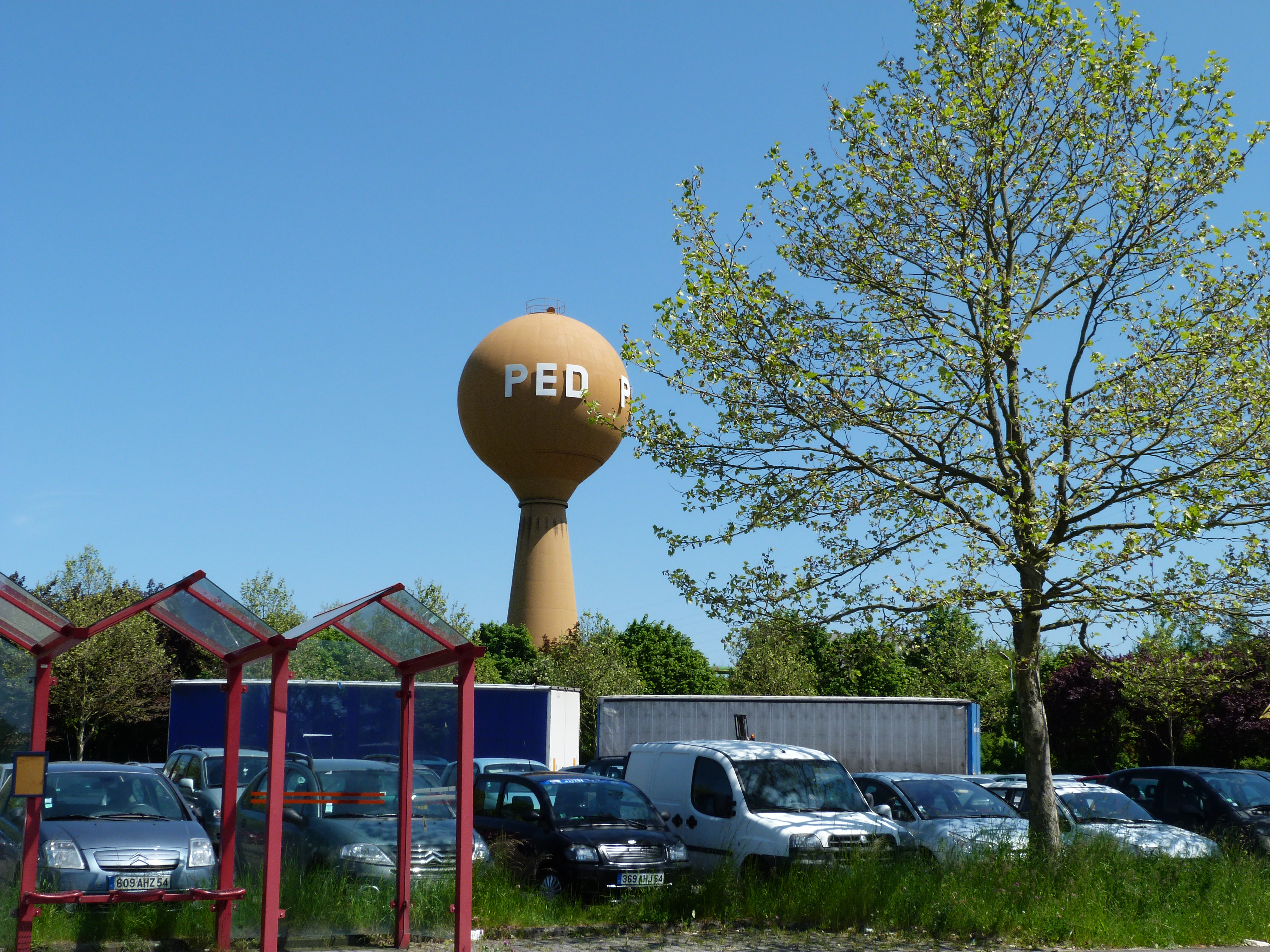
Europese Ontwikkelingspool (PED)

Het drielandenpunt bij Rodange is een drielandenpunt waar de grenzen tussen België, Frankrijk en Luxemburg samenkomen. 

## Geografie
Het drielandenpunt bevindt zich tussen de plaatsen Athus (gemeente Aubange, provincie Luxemburg, België), Mont-Saint-Martin (departement Meurthe-et-Moselle, Frankrijk) en Rodange (gemeente Pétange, kanton Esch-sur-Alzette, Groothertogdom Luxemburg).
Het drielandenpunt wordt gekenmerkt door grenspaal nr. 1 van ongeveer één meter en 87 centimeters hoog, gelegen in de natuur langs de Rue du Freihaut die moeilijk te bereiken is, evenals langs de spoorlijn tussen het station Rodange en het station Longwy.
De weg genaamd RD 46E in Frankrijk, vervolgens RN 830 in België en RN 31 in Luxemburg vormt de Avenue de l'Europe.
Een winkelcentrum vlakbij wordt Pôle Europe genoemd omdat het zich in de buurt van het drielandenpunt in Frankrijk bevindt.

## Economie
De regio richtte ooit zijn economie op metallurgie en staal, maar met de staalcrisis in het stroomgebied van Lotharingen in de jaren 1970-1980 was het nodig om iets anders te vinden. De verschillende gemeenten van de drie landen creëerden vervolgens in de jaren 1990 een gemeenschappelijke economische ruimte om investeerders aan te trekken en hun lokale economieën nieuw leven in te blazen: de Europese Ontwikkelingspool (Pôle Européen de Développement, PED). Toen men zag dat het idee goed werkte en gebruikmaakte van de springplank die de Europese Unie bood, ging men samenwerken in een grensoverschrijdende agglomeratie van de Europese Ontwikkelingspool om sociaal-culturele en economische uitwisselingen te bevorderen en aandacht te vragen voor hun vele overeenkomsten en hun bevolkingscentra die samen meer dan 125.000 inwoners omvatten.